# Neue Möllenvogtei

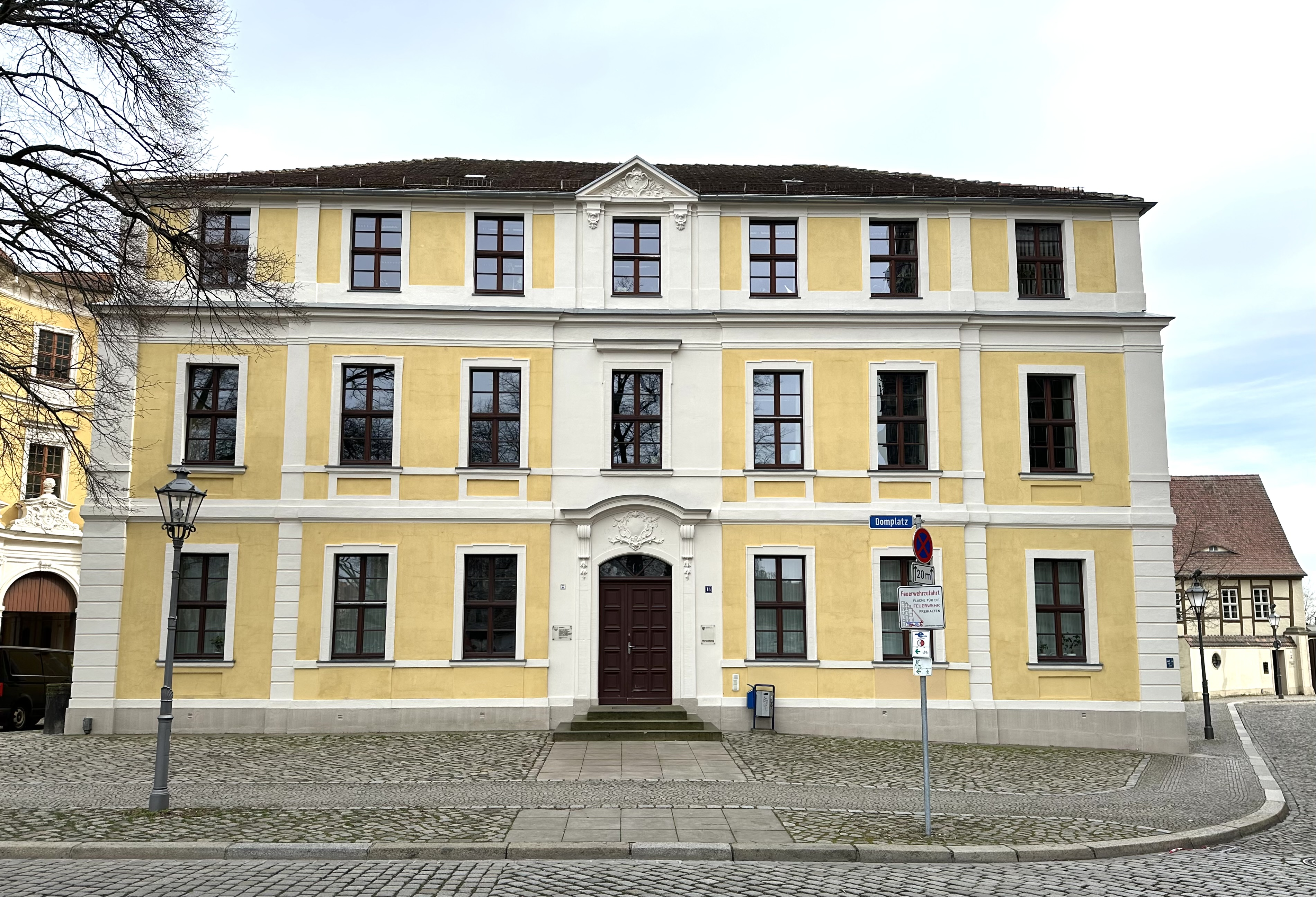
Neue Möllenvogtei, 2024

Die Neue Möllenvogtei ist ein denkmalgeschütztes Gebäude in Magdeburg in Sachsen-Anhalt. 

## Lage
Das Gebäude befindet sich an der südöstlichen Ecke des Domplatzes in der Magdeburger Altstadt an der Adresse Domplatz 1a. Unmittelbar südlich des Hauses mündet der Remtergang auf den Domplatz. Unmittelbar südlich und südwestlich der Neuen Möllenvogtei erhebt sich der Chor des Magdeburger Doms. Nördlich des Hauses befindet sich ein nach 1730 entstandener barocker Ehrenhof des Königlich Preußischen Stadtschlosses mit zwei Portalen.

## Architektur und Geschichte
Das repräsentative, verputzte Gebäude entstand in den Jahren 1744/1745 auf längsrechteckigem Grundriss im Stil des Spätbarock als Dienstwohnung und Dienstsitz des Möllenvogts Peter Schrader und wurde 1745 bezogen. Die bis dahin allein genutzte, weiter östlich gelegene Alte Möllenvogtei, war zu klein, so dass eine Erweiterung erforderlich wurde. Der Möllenvogt übte in Vertretung des Erzbischofs die Gerichtsbarkeit im Stiftsbezirk aus. Der Namensbestandteil Mölle geht dabei auf eine noch bis 1432 als Ruine erhaltene Mühle zurück, die zum Wirtschaftshof des Erzbischofs gehörte. Das Gebäude wurde auf den südlichen Grundmauern des ehemaligen erzbischöflichen Palastes errichtet. 
Zunächst war das Haus nur zweigeschossig, das dritte Geschoss wurde erst später aufgestockt. Die zum Domplatz weisende Westfassade ist siebenachsig ausgeführt. In der mittleren Achse ist der Hauseingang als schlichtes Sandsteinportal angelegt, über dem sich eine Wappenkartusche und die Jahreszahl 1744 befindet. Das Fenster im ersten Obergeschoss der mittleren Achse ist mit einer Kragplatte überdacht. Diese Achse wird von einem kleinen Dreiecksgiebel bekrönt, der mit Rollwerkkartuschen versehen ist. Der Giebel wurde erst mit der Aufstockung hinzugefügt. Die Fassade verfügt über einen sehr flachen Risaliten und ist durch Lisenen gegliedert. Sie ist schlicht ohne Ornamentik gestaltet. Bedeckt ist der Bau mit einem Walmdach.
Im Jahr 1810 wurde die Möllenvogtei als Behörde aufgehoben. Das Gebäude wurde dann von Regierungsbehörden genutzt. Von 1869 bis 1892 war das Haus Sitz des Konsistoriums. 1883 erfolgten Umbauten. Auch die Form des Daches wurde im 19. Jahrhundert verändert. Anfang des 20. Jahrhunderts erfolgte dann wieder eine Nutzung durch Regierungsbehörden.
Im Zweiten Weltkrieg brannte es aus, wurde jedoch noch 1945 wiederhergestellt. In der Zeit der DDR befand sich im Gebäude der Sitz des Kreisvorstandes Magdeburg des FDGB. Eine Erneuerung der Fassade erfolgte 1979. Genutzt wurde das Gebäude von Fachabteilungen des Rates der Stadt und dem Kombinat Baureparaturen und Modernisierung. Nach der politischen Wende des Jahres 1989 kam es in das Eigentum des Landes Sachsen-Anhalt und wurde durch das Regierungspräsidium genutzt. Aktuell (Stand 2024) wird es vom Landtag Sachsen-Anhalts genutzt.
Im Denkmalverzeichnis des Landes Sachsen-Anhalt ist die Vogtei unter der Erfassungsnummer 094 06336 als Baudenkmal verzeichnet.
Das Gebäude gilt städtebaulich durch seine Lage im Domplatzensemble und unmittelbar am Dom als besonders bedeutend und prägend für das Platzbild.